# كهف قوس ماربل (جبل طارق)
كهف قوس ماربل (بالإنجليزية: Marble Arch Cave)‏ هو كهف يقع ضمن أقاليم ما وراء البحار البريطانية في منطقة جبل طارق التابعة للتاج البريطاني.